# O'Donoghue's pab
O'Donoghue's pab poznat i kao O'Donoghue's bar je istorijski veoma značajan i jedan od najpoznatijih pabova u Dablinu, smešten u ulici Merrion Row 15, u blizini St. Stephen’s Green parka, u južnom delu Dablina. Sagrađen 1789. godine kao bakalnica, svoju današnju namenu dobio je 1934. godine, kada je postao vlasništvo porodice O’Donoghue. 

## Istorija
Istorijski značaj ovog paba usko je vezan za Irsku tradicionalnu muziku, a posebno za popularizaciju jednog od najpoznatijih irskih tradicionalnih bendova Dabliners (The Dubliners) koji su svoju karijeru započeli upravo u ovom pabu ranih šezdesetih godina prošlog veka. Mnogi drugi poznatih irski muzičari, među kojima su Séamus Ennis, Joe Heaney, Andy Irvine, Christy Moore, The Fureys i Phil Lynott, nastupali su u ovom pabu, a njihove fotografije krase zidove ovog kultnog mesta.
Među brojnim fotografijama poznatih autora irske tradicionalne muzike, koji su nastupali u ovom pabu, posebno su istaknute fotografije svih članova benda Dabliners, kako osnivača Ronnie Drew, Luke Kelly, Ciarán Bourke, John Sheahan and Barney McKenna, tako i kasnijih članova Eamonn Campbell i Sean Cannon; njihove fotografije nalaze se na desnoj strani od ulaza u pab, upravo na mestu na kom je ovaj poznati bend izvodio svoje večernje performance.
Andy Irvine posvetio је jednu pesmu ovom pabu "O'Donoghue's”, kojom evocira uspomene na svoje rane dane u Dablinu, kada je učestalije počeo da posećuje pab u avgustu 1962. godine. Pesma je objavljena na albumu Changing Trains (2007).
Dessie Hynes iz Longforda kupio je pab od Paddy i Maureen O'Donoghue 1977. godine i vodio je pab narednih 11 godina. Godine 1988. novi vlasnici postal su Oliver Barden i John Mahon. Barden je još uvek vlasnik paba i nastavio je da vodi ovaj pab do današnjih dana.